# Flávio Reblin
Flávio Reblin (* 14. Februar 1988) ist ein brasilianischer Radrennfahrer.
Reblin konnte 2011 mit der Gesamtwertung des Giro do Interior de São Paulo seinen ersten Sieg auf der UCI America Tour feiern. Bei der Tour do Brasil Volta Ciclística de São Paulo-Internacional 2011 wurde er positiv auf anabole Steroide getestet und für zwei Jahre gesperrt.

## Erfolge
2011
- Gesamtwertung Giro do Interior de São Paulo